# Oregon City
Oregon City az Amerikai Egyesült Államok északnyugati részén, Oregon állam Clackamas megyéjében, a portlandi agglomeráció déli határán, a Willamette folyó mentén helyezkedik el. A 2010. évi népszámláláskor 31 859 lakosa volt. A város területe 24,06 km², melyből 0,62 km² vízi.
Az 1829-ben a Hudson’s Bay Company által alapított közösség az első, a Sziklás-hegységtől nyugatra fekvő település.

## Földrajz és éghajlat

### Földrajz

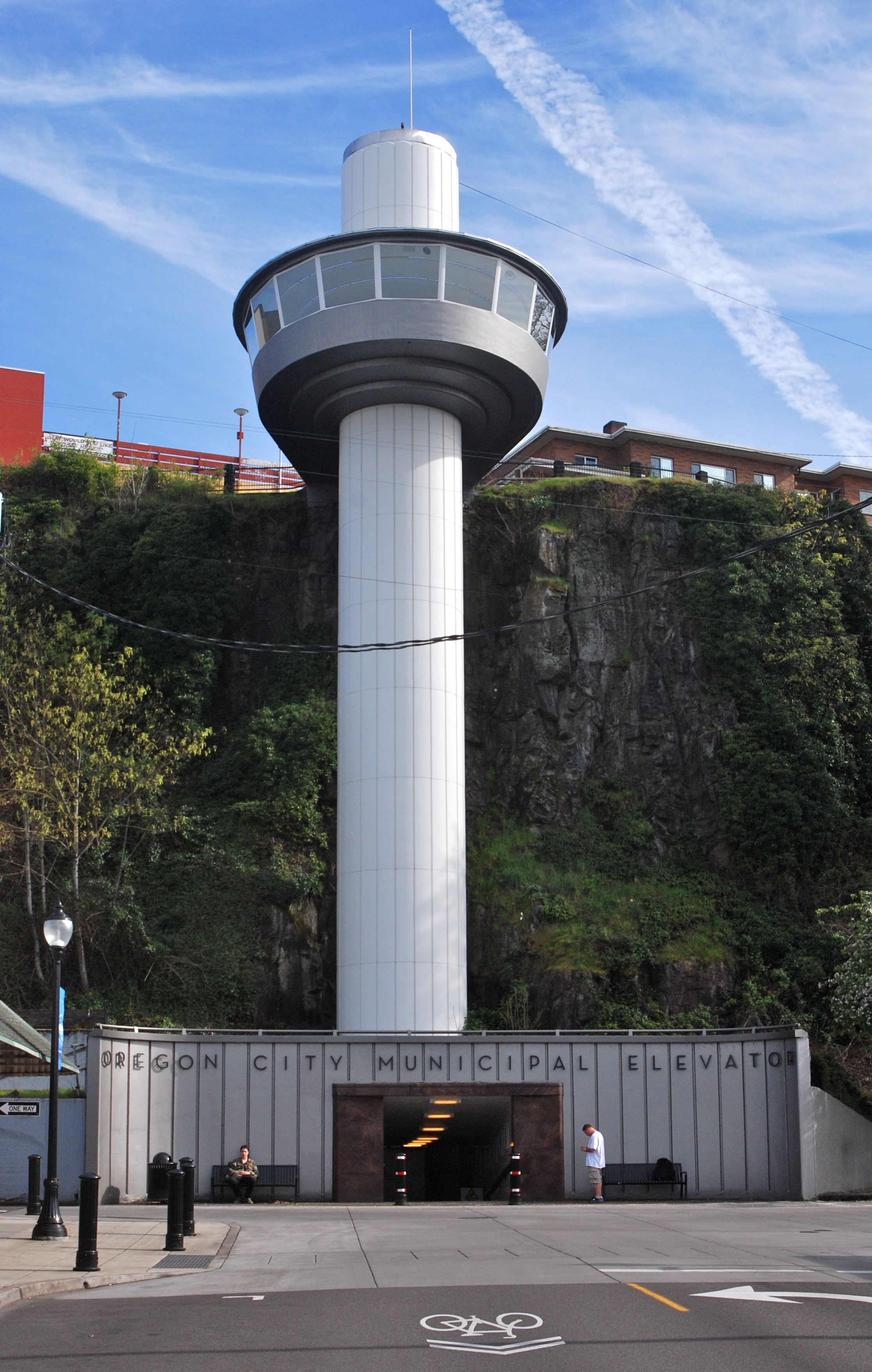
Az Oregon City-i lift

A város két részre osztható: az egyik a Willamette folyó partján, a másik pedig a 12 km-re délkeletre lévő Boring Lava Fieldből 2,5 millió éve kifolyt láva által alkotott bazaltréteg tetején van. Kezdetben a két pontot ösvények kötötték össze, de később, a 19. században lépcsőket emeltek. 1915-ben megépült az első lift, amelyet kezdetben víz hajtott, majd az 1920-as években elektromos hajtásra váltottak. 1952-ben új felvonót létesítettek, azzal a megkötéssel, hogy „a lehető legegyszerűbb legyen, mindenféle díszítés nélkül”.
A helység vizei az északnyugati részen haladó Willamette és a Clackamas folyó, amely az északi részen előbbihez csatlakozik. Az előbbi jelöli Oregon City és West Linn-, utóbbi pedig Oregon City és Gladstone határát.
A Willamette-vízesésnél kiépített, mára már nem használt, történelmi hellyé lett zsiliprendszer volt az Egyesült Államok első ilyen építménye. A városból indult az első nagytávolságú elektromos hálózat is, amely a 23 km-re fekvő Portlandbe szállított energiát.

#### Városrészek

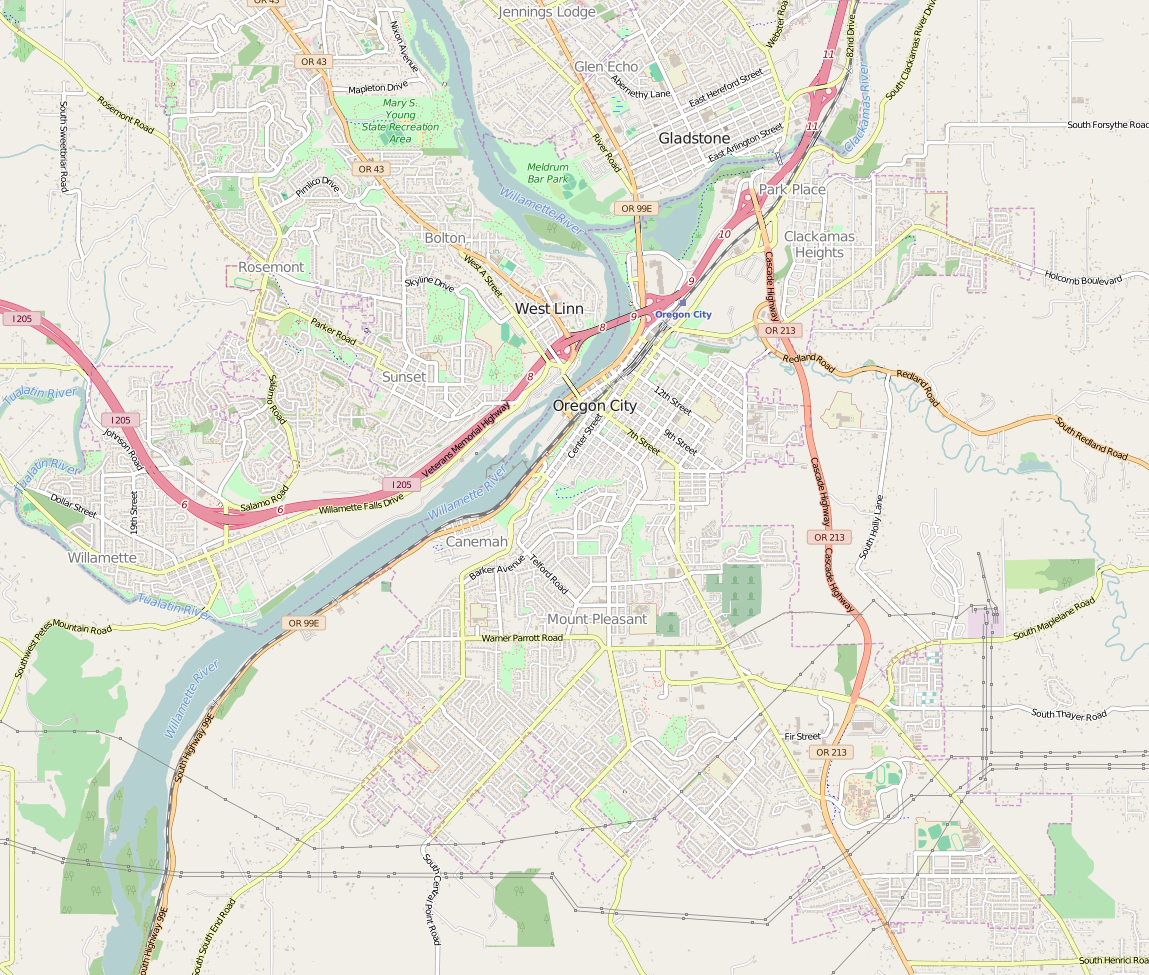
Oregon City térképe

Minden városrészért egy-egy érdekképviseleti szerv felel:
- Park Place: a település északkeleti részén, az Abernethy Greenre néző dombon helyezkedik el; területén egy lakótelep is található. Az eredetileg önálló település egy része ma a városon kívül található. Az első neve Clackamas volt (ezt ma az 5 km-re északra lévő közösség viseli), majd Paper Millre keresztelték át; mai nevét a közeli tölgyes ligetről kapta. Az önálló település területét 1889-ben jelölték ki, postahivatala pedig 1890-ben jött létre. Egy időben „Parkplace-nek” nevezték.
- Two Rivers: a belvárost magában foglaló, legalacsonyabban fekvő kereskedelmi körzet; itt található a turisztikai információs iroda és a Clackamette Park. A kerülettől északra és nyugatra vannak a Willamette- és Clackamas-folyók; keletre található a Park Place városrész, délre pedig McLoughlin kerület. Az északi részt átszeli az Interstate-205.
- McLoughlin: a körzetet északnyugaton a Washington utca és az Énekes-hegy határolja; utóbbi északkelet–keleti irányban az Abernethy-patakra, dél felé pedig a Division utcára néz. A városrész területe magában foglalja a Canemah-kerület nyugati oldalának egy részét is. A körzetben van John McLoughlin lakóháza és a városrészeket összekötő lift felső megállója.
- Barclay Hills: a körzet a település keleti határán fekszik; nyugaton Rivercrest, északon McLoughlin, délre pedig a Warner–Milne út határolja. A kerületet kettéosztja a Molalla sugárút, ami korábban a 213-as főút része volt, de ezt átköltöztették az Oregon City Bypassre.
- Canemah: a kerület a 99E út mentén, a Willamette-folyó és egy közeli domb közötti földsávon fekszik. Canemah egykor önálló helyiség volt, melyet 1845-ben alapítottak; sokáig fontos szerepet töltött be a Willamette-vízesés környékén folyó szállításokban. Nevét valószínűleg egy indián törzsfőnökről kapta.[7]
- Rivercrest: itt található a Rivercrest Park; lakóházai nyugati irányba, a Willamette-folyóra néznek.
- South End: az előbbi kerülettől délnyugatra, a South End és Warner-Parrot utak kereszteződésében található; itt üzemelt a város autós mozija
- Hazel Grove/Westling Farm: a település délnyugati határán, a Willamette-folyó környéki dombok és a déli, önkormányzat nélküli területek között van
- Tower Vista: South Endtől délkeletre és Hazel Grove/Whistling Farmtól keletre található; keleten és délkeleten a Leland út határolja.
- Hillendale: a Warner-Milne úttól délre és a Leland úttól keletre, valamint a Cairmont és a Beavercreek úttól északra, a 213-as úttól és a városhatártól pedig nyugatra fekszik. Itt található a korábbi városháza és a megyei börtön.
- Gaffney Lane: az előbbitől délre, a 213-as úttól nyugatra, a városhatártól pedig észak/keleti irányban található; itt van az azonos nevű általános iskola
- Caufield: a Park Place-től délre és a 213-as úttól keletre fekvő területeket foglalja magában. Itt működik a gimnázium és a Clackamas Közösségi Főiskola.

### Éghajlat
A város éghajlata a Köppen-skála szerint félszáraz (BSk-val jelölve). A legcsapadékosabb a november–január-, a legszárazabb pedig a július–augusztus közötti időszak. A legmelegebb hónap augusztus, a leghidegebb pedig december.
| Hónap                                   | Jan.  | Feb.  | Már. | Ápr. | Máj. | Jún. | Júl. | Aug. | Szep. | Okt. | Nov.  | Dec.  | Év    |
| --------------------------------------- | ----- | ----- | ---- | ---- | ---- | ---- | ---- | ---- | ----- | ---- | ----- | ----- | ----- |
| Rekord max. hőmérséklet (°C)            | 19,0  | 24,0  | 27,0 | 33,0 | 40,0 | 39,0 | 42,0 | 42,0 | 41,0  | 36,0 | 24,0  | 20,0  | 42,0  |
| Átlagos max. hőmérséklet (°C)           | 9,2   | 11,7  | 14,6 | 17,6 | 21,3 | 24,4 | 28,5 | 28,7 | 25,6  | 18,4 | 11,7  | 8,1   | 18,4  |
| Átlaghőmérséklet (°C)                   | 5,9   | 7,3   | 9,5  | 11,9 | 15,1 | 17,9 | 21,1 | 21,2 | 18,4  | 13,1 | 8,2   | 5,0   | 12,9  |
| Átlagos min. hőmérséklet (°C)           | 2,5   | 2,8   | 4,3  | 6,1  | 8,8  | 11,4 | 13,6 | 13,6 | 11,2  | 7,7  | 4,6   | 1,9   | 7,4   |
| Rekord min. hőmérséklet (°C)            | −19,0 | −14,0 | −6,0 | −2,0 | −1,0 | 3,0  | 5,0  | 5,0  | 1,0   | −4,0 | −13,0 | −14,0 | −19,0 |
| Átl. csapadékmennyiség (mm)             | 172   | 113   | 119  | 88   | 63   | 44   | 17   | 18   | 41    | 92   | 167   | 186   | 1120  |
| Forrás: Western Regional Climate Center |       |       |      |      |      |      |      |      |       |      |       |       |       |

## Történet

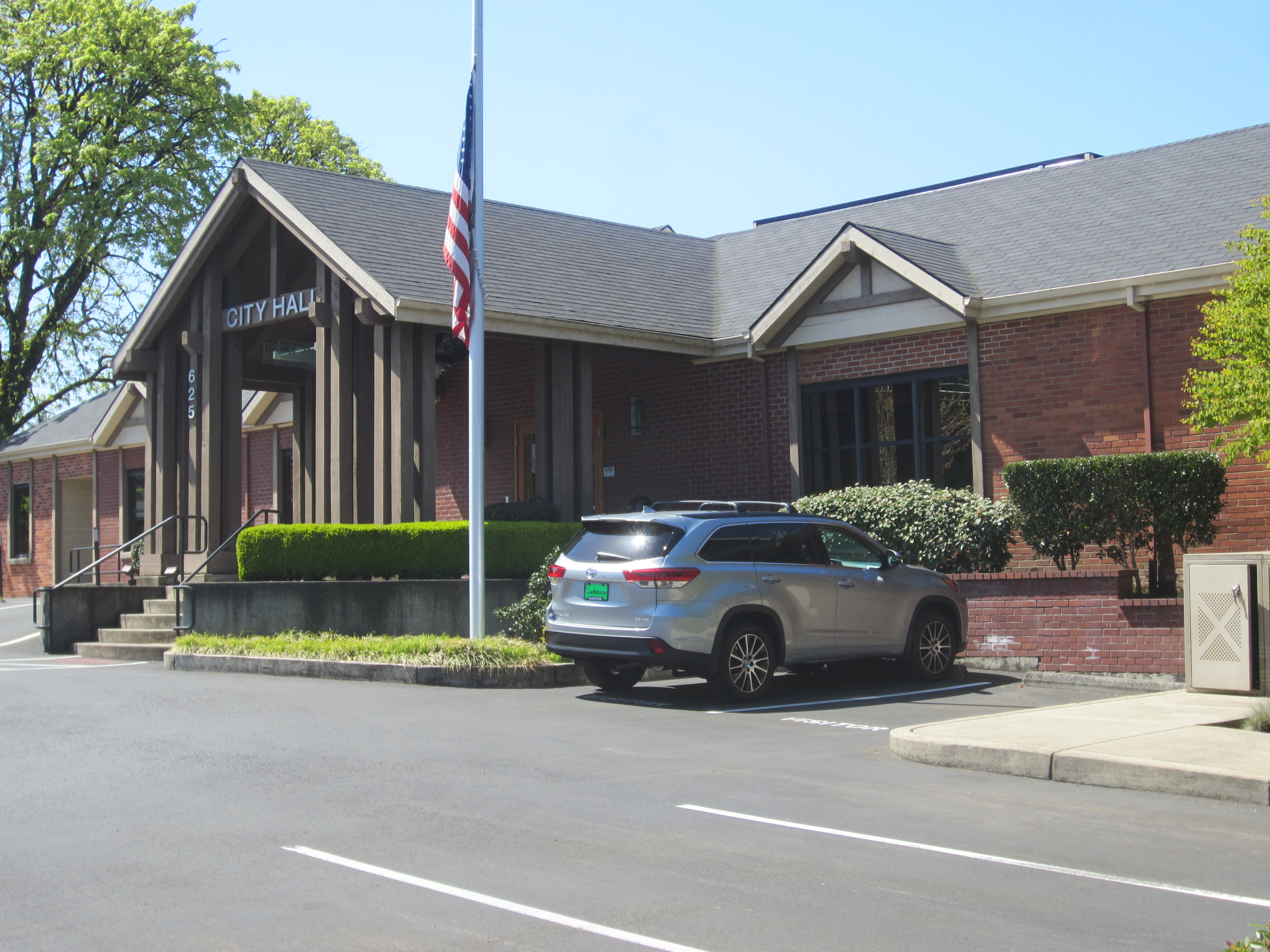
Városháza

A Willamette folyó mentén üzemelő papírgyárak otthonaként Oregon City fontos szerepet töltött be az állam történelmében. A települést a Hudson’s Bay Company felügyelője, Dr. John McLoughlin alapította 1829-ben a Clackamas és Willamette folyók találkozásánál, ahol fafeldolgozót nyitott. Az 1840-es és 1850-es években sokan igényeltek itt telket, mivel ez a hely volt az oregoni ösvény végállomása.
A település 1848-as megalapításától 1851-ig az Oregoni terület fővárosa volt; ez idő alatt Portlanddel versengett. 1846-ban adták ki először az Oregon Spectatort, amely a Sziklás-hegységtől nyugatra fekvő territórium első újságja volt. Az Oregon City-i főiskola 1849-ben nyitotta meg kapuit baptista iskolaként, de az 1870-es években bezárt. A helységbe készítették az Oregoni terület 1849-ben fizetésre használt aranyérméit.
A belváros épületei a mai napig őrzik az alapítás korabeli jellegzetességeket.

### A korábbi érsekség
A Nyugat-USA első római katolikus érseksége 1846-ban, a helyi egyházmegye városi szintre emelésével jött létre; a megye tisztje François Norbert Blanchet püspök lett. Az új szervezeti egység az egész nyugati partot magában foglalta. Oregon City népessége később, a kaliforniai aranyláz idején csökkenni kezdett, de a szomszédos Portlandé viszont növekedett, ezért az érsekség székhelyét 1926-ban oda helyezték át, és 1928-tól Portlandi Érsekségnek nevezik; Oregon Cityben egy kihelyezett egyházmegye maradt.

## Népesség

### 2010
A 2010-es népszámláláskor a városnak 31 859 lakója, 11 973 háztartása és 8206 családja volt. A népsűrűség 1359,2 fő/km2. A lakóegységek száma 12 900, sűrűségük 550,3 db/km2. A lakosok 91,1%-a fehér, 0,6%-a afroamerikai, 0,9%-a indián, 1,7%-a ázsiai, 0,2%-a a Csendes-óceáni szigetekről származik, 2,3%-a egyéb, 3,1%-a pedig kettő vagy több etnikumú. A spanyol vagy latino származásúak aránya 7,3% (5,7% mexikói, 0,2% Puerto Ricó-i, 0,1% kubai, 1,3% egyéb spanyol vagy latino származású.)
A háztartások 36,5%-ában élt 18 évnél fiatalabb. 50,7% házas, 12,4% egyedülálló nő, 5,7% egyedülálló férfi, 31,5% pedig nem család. 23,5% egyedül élt; 8,3%-uk 65 éves vagy idősebb. Egy háztartásban átlagosan 2,61 személy élt; a családok átlagmérete 3,07 fő.
A medián életkor 36,3 év volt. A város lakóinak 25,5%-a 18 évesnél fiatalabb, 8,8% 18 és 24 év közötti, 28,8%-uk 25 és 44 év közötti, 25,7%-uk 45 és 64 év közötti, 11,2%-uk pedig 65 éves vagy idősebb. A lakosok 49,3%-a férfi, 50,7%-a pedig nő.

### 2000
A 2000-es népszámláláskor  a városnak 25 754 lakója, 9471 háztartása és 6667 családja volt. A népsűrűség 1098,7 fő/km2. A lakóegységek száma 10 110, sűrűségük 431,3 db/km2. A lakosok 92,44%-a fehér, 0,58%-a afroamerikai, 1,08%-a indián, 1,12%-a ázsiai, 0,11%-a a Csendes-óceáni szigetekről származik, 2,15%-a egyéb-, 2,53%-a pedig kettő vagy több etnikumú. A spanyol vagy latino származásúak aránya 4,98% (3,8% mexikói, 0,1% Puerto Ricó-i,  1,1% pedig egyéb spanyol/latino származású.)
A háztartások 36,6%-ában élt 18 évnél fiatalabb. 53% házas, 12,3% egyedülálló nő; 29,6% pedig nem család. 22,4% egyedül élt; 7,8%-uk 65 éves vagy idősebb. Egy háztartásban átlagosan 2,62 személy élt; a családok átlagmérete 3,06 fő.
A város lakóinak 27%-a 18 évesnél fiatalabb, 10,3% 18 és 24 év közötti, 32,5%-uk 25 és 44 év közötti, 20,5%-uk 45 és 64 év közötti, 9,7%-uk pedig 65 éves vagy idősebb. A medián életkor 33 év volt. Minden 100 nőre 96,8 férfi jut; a 18 évnél idősebb nőknél ez az arány 94,7.
A háztartások medián bevétele 45 531 amerikai dollár, ez az érték családoknál $51 597. A férfiak medián keresete $38 699, míg a nőké $29 547. A város egy főre jutó bevétele (PCI) $19 870. A családok 6,5%-a, a teljes népesség 8,9%-a élt létminimum alatt; a 18 év alattiaknál ez a szám 11%, a 65 évnél idősebbeknél pedig 7,5%.

## Gazdaság

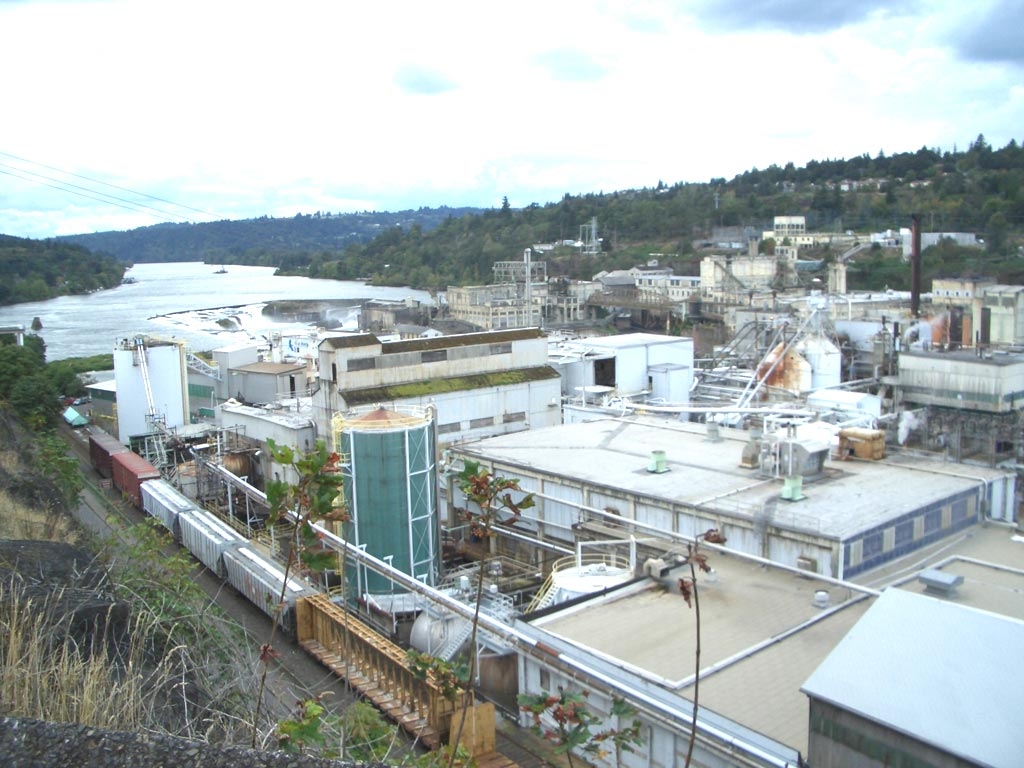
A papírgyár

A település gazdasága kezdettől a faiparon alapult, de az ágazatban az 1980-as években a nyugati parton történő hanyatlás miatt a városban egy papírgyár kivételével minden hasonló létesítmény felfüggesztette működését.
Manapság inkább a könnyűipar és a mikroelektronika a meghatározó. Nagyobb helyi vállalatok a Benchmade Knife Company késgyártó és az autóipari adatfeldolgozó Chrome Systems Corporation; utóbbi később Portlandbe költözött. A Medrisk, LLC biztosításközvetítőnek szintén itt van a székhelye, valamint 2006-ban költözött ide a kávé- és üdítőautomatákat forgalmazó Anderson Vending Inc.
Mialatt a portlandi agglomeráció egyre inkább növekedik, Oregon City inkább annak elővárosaként funkcionál. A turizmus feltörekvőben van; fő cél a város történetének megismertetése és a Willamette-vízesés vonzóvá tétele a Willamette Falls Legacy Project keretében.

## Az Oregoni terület egykori vezetői
Oregon City 1851-ig az „Oregoni terület” egykori fővárosa volt; a tartomány élén az alábbi személyek álltak:
- George Abernethy – az „Oregoni ország” ideiglenes kormányzója (1845–48)
- George Law Curry – területi végrehajtó kormányzó és újságíró
- John P. Gaines – kormányzó (1850–53); hivatali ideje alatt helyezték át a fővárost Salembe
- Joseph Lane – az első kormányzó; végrehajtó vezető 1853-ban
- Kintzing Prichette – végrehajtó kormányzó (1850)

## Múzeumok és történelmi épületek

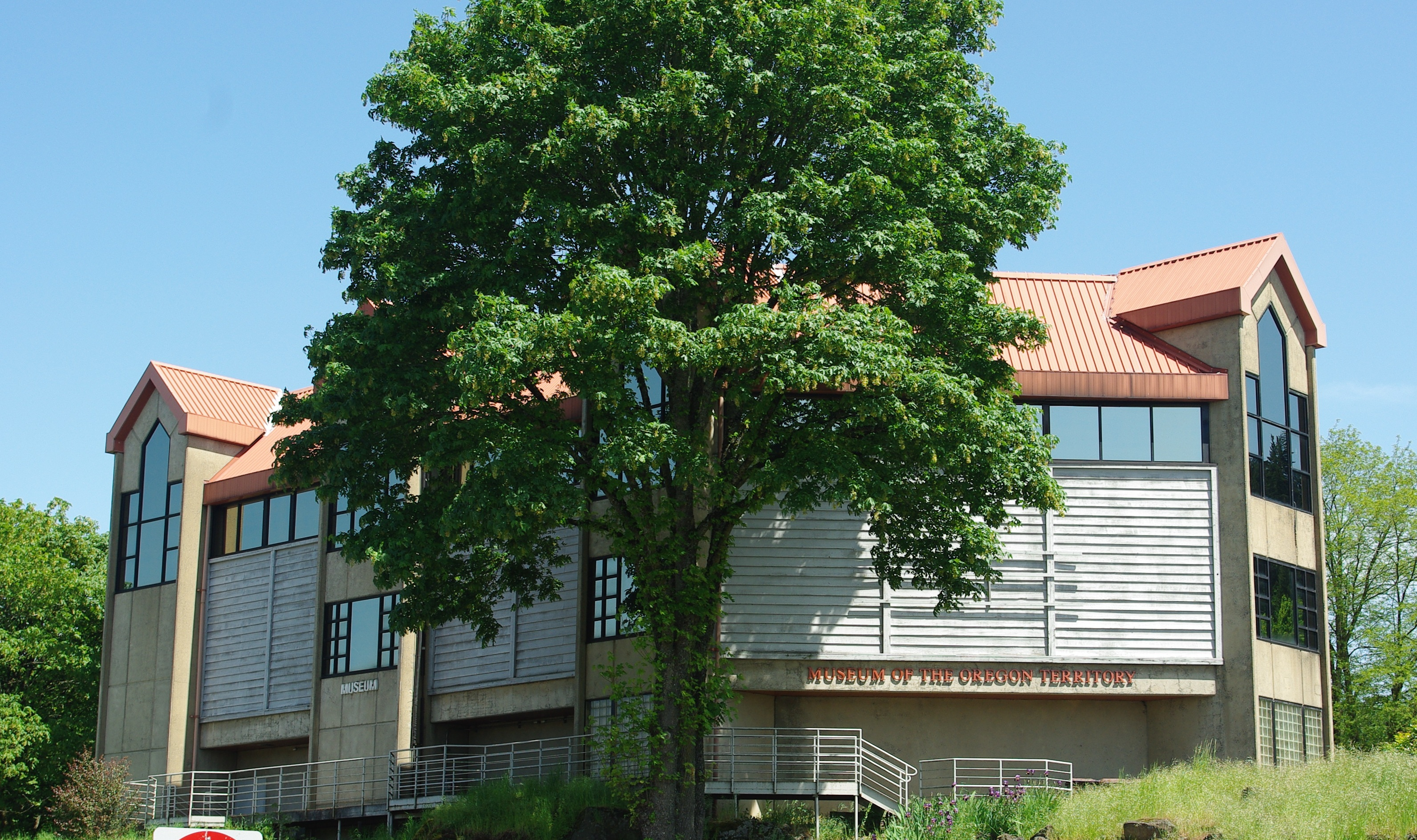
Oregon Terület Múzeuma

A legnagyobb múzeumok az Oregon Terület Múzeuma (Museum of the Oregon Territory) és az End of the Oregon Trail Interpretive Center, amely az eredeti lakosok életét mutatja be, valamint előbbiben található a Clackamas megyei Történeti Társaság, amely olyan dokumentumokat őriz, mint például San Francisco eredeti rendezési terve. A két intézményt és a Stevens Crawford Museumot a Clackamas Heritage Partners üzemelteti. 2009-ben bejelentették, hogy nem tudják tovább működtetni az épületeket, így az End of the Oregon Trail Interpretive Center az év szeptemberében a tervek szerint végleg bezárták, a másik kettő pedig önkéntesek segítségével korlátozva tart nyitva. A harmadik, végleg bezárt épület 2013 nyarán az adományoknak köszönhetően újra kinyitott.
A Stevens Crawford Museum egy 1908-ban épült, 1968-ig lakóházként használt létesítmény; jelenleg 15 szobája van berendezve, melyek közül némelyikben még az eredeti bútorzat található. Egyéb történelmi épületek még az Ermatinger lakóház (a megye legrégebbije), a McLoughlin-, Ainsworth- és Harvey Cross-házak, valamint az Első Gyülekezeti Templom. Az 1922-ben épült Oregon City híd és az 1954–55-ben épült, a város két, eltérő magasságú részét összekötő lift szerepelnek a Történelmi Helyek Nemzeti Jegyzékében.

## Infrastruktúra

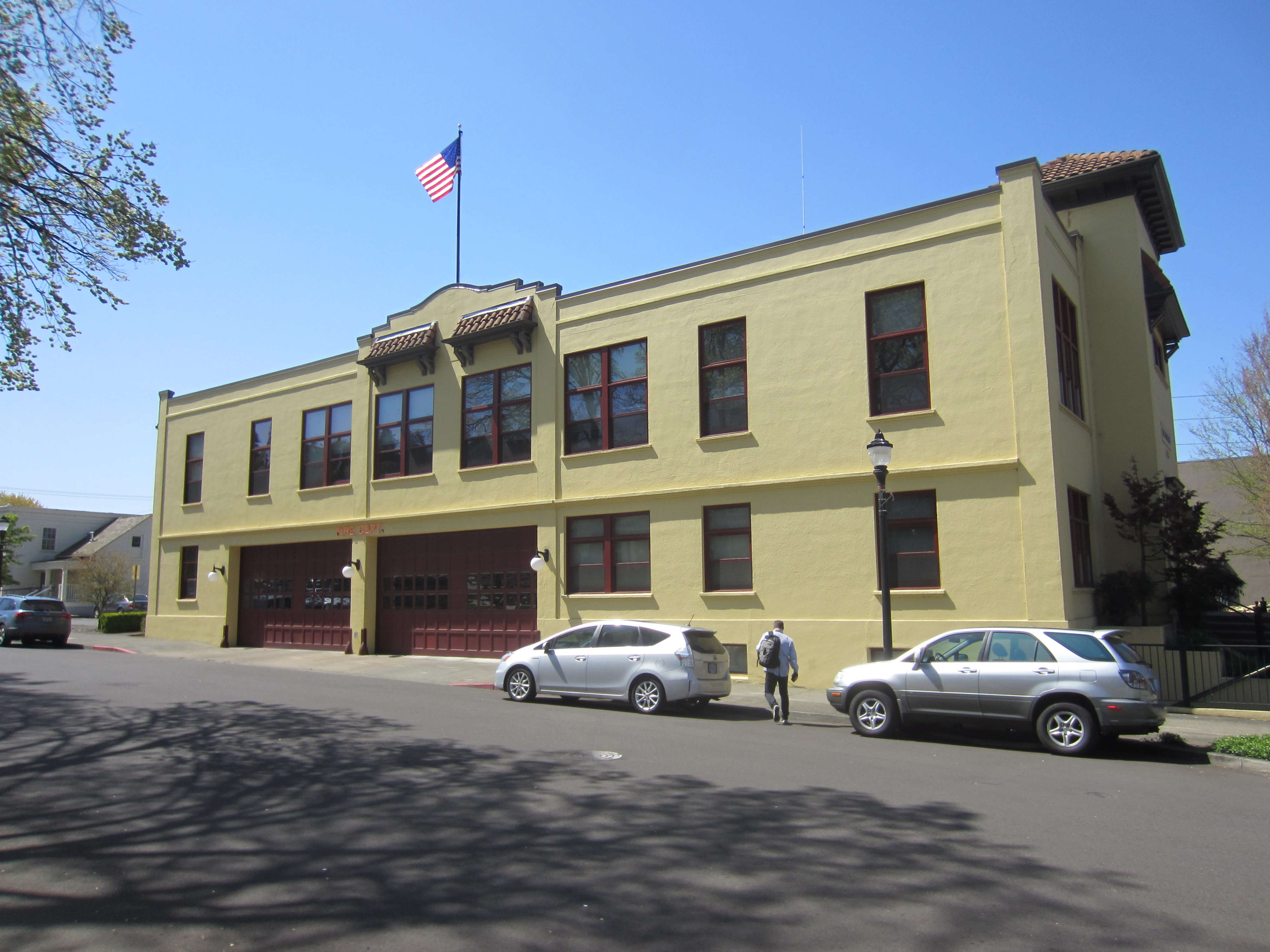
Tűzoltóság

### Oktatás
A város és a környező települések diákjai az Oregon City-i Iskolakerület intézményeiben tanulnak, ezek az alábbiak:
- Általános iskolák: Beavercreek-, Candy Lane-, Gaffney Lane-, Holcomb-, Jennings Lodge-, John McLoughlin- és Redland Elementary School
- Középiskolák: Gardiner- és Ogden Middle School
- Gimnázium: Oregon City High School
- Alternatív oktatás: Oregon City Service Learning Academy
- Előkészítő iskolák: Clackamas Academy of Industrial Sciences, Alliance Charter Academy és Springwater Enviromental Sciences School

Az iskolák nagy része angolul és spanyolul is tart kurzusokat. A helyi gimnázium tanulói létszámát tekintve Oregon harmadik legnagyobbika, valamint lány kosárlabdacsapata állami és országos szinten is sikeres, az 1990-es években három USA Today bajnokságot is megnyertek.
A településen található még a Clackamas Közösségi Főiskola, valamint számos magán- és egyházi intézmény is.
A helyi közkönyvtár csatlakozott a Clackamas megyei Könyvtár-információs Hálózathoz.

### Közlekedés

#### Közösségi közlekedés
A portlandi agglomeráció részeként a település buszközlekedését a TriMet biztosítja, melynek járatai az Oregon City Transit Centerhez érkeznek és onnan is indulnak. 1958-ig a mára már megszűnt Portland Traction Company villamosokat közlekedtetett a két város között; a pálya maradványai (például a 99E út Clackamas-folyón átívelő hídjától nem messze található másik híd) ma is láthatóak. A város a turizmus fejlesztésének részeként „nosztalgiavillamosokat” állított forgalomba, de ezek csak villamosra hajazó fényezésű buszok voltak; ezt a szolgáltatást 2013-ban felszámolták, a járműveket pedig eladták.
A TriMet járatait két másik, helyi operátor egészíti ki: a South Clackamas Transportation District a település északkeleti részén található Clackamas Közösségi Főiskola és a 29 km-re délre, a 213-as út mentén fekvő Molalla között üzemeltet egy vonalat, a Canby Area Transit (CAT) pedig a 99E út mentén járat buszokat Canby irányába, ahol további átszállást biztosítanak Woodburn felé, illetve a South Metro Area Regional Transit buszaira.
Mind a TriMet, mind a CAT biztosít igényalapú közlekedést, de utóbbi csak saját szolgáltatási körzetében, így egyes esetekben átszállás szükséges a főutca és a 11. utca sarkán lévő buszpályaudvaron.

#### Vasút
A településen naponta megáll az Amtrak Portland és Eugene között közlekedő Cascades InterCity-vonata, valamint a Seattle és Los Angeles között járó Coast Starlight is áthalad, de nem áll meg.
A városban fut a Union Pacific Railroad egyik tehervasúti fővonala.

#### Közút
Az Interstate 205 az északi határon szeli át a várost. További főutak (43, 99E és 213) is áthaladnak a településen vagy innen indulnak. A 43-as és a 99E a belvárost szeli át, míg a 213-as a déli részeken halad.

#### Légi közlekedés
A várostól délre, a Beavercreek Road mentén fekszik egy magánkézben lévő futópálya. A legközelebbi közforgalmú repülőtér a 24 km-re északra lévő Portlandi nemzetközi repülőtér, illetve 24 km-re délre, Mulino területén található a kisgépeket fogadó Portland–Mulinói repülőtér.

#### Vízi közlekedés
A Willamette-folyó városi szakasza kisebb járművekkel hajózható, ehhez kapcsolódóan a településnek pezsgő a csónakipara. A vízesések környékét zsiliprendszer kiépítésével tették járhatóvá. A Clackamas-folyónak mindössze a legalsó szakaszán lehet hajóval közlekedni.

### Parkok
A városban 22-nél is több park található; a legnagyobb a Clackamas- és Willamette-folyók találkozásánál fekvő Clackamette, ahol lakókocsipark, csónakkikötő, görkorcsolyapark és egyéb szórakoztató létesítmények is találhatóak, továbbá számos közösségi rendezvényt is tartanak itt.
Hasonló területek még a Chapin, Hillendale, Rivercrest és az új Wesley Lynn parkok.

## Híres személyek
- Aaron E. Waite – telepes, Oregon első főügyésze[31]
- Alvin F. Waller – telepes és misszionárius[32]
- Amory Holbrook – polgármester és ügyvéd[33]
- Asahel Bush – telepes, a salemi Statesman Journal alapítója[34]
- Brad Tinsley – kosárlabda-játékos[35]
- Brian Burres – MLB-játékos[36]
- Dan Monson – kosárlabdaedző[37]
- David Eccles – vasútfejlesztő és üzletember[38]
- Dean Peters – profi bírkózó, álneve „Brady Boone”[39]
- Ed Coleman – MLB-játékos[40]
- Edwin Markham – kitüntetett költő[41]
- George H. Atkinson – telepes, misszionárius, a Pacific Egyetem társalapítója[42]
- Gustavus Hines – misszionárius[43]
- John T. Apperson – hajóskapitány és politikus[44]
- Jeff Charleston – labdarúgó[45]
- Jeff Lahti – MLB-játékos[46]
- Jeffrey St. Clair – újságíró és szerző[47]
- John C. Ainsworth – telepes, üzletember és hajóskapitány[48]
- John H. Couch – hajókapitány és kereskedő[49]
- John McLoughlin – „Oregon atyja”[50]
- Jonah Nickerson – az Oregon State Beavers főiskolai baseballcsapatának dobója, a 2006-os évad legkiemelkedőbb játékosa[51]
- Kenneth Scott Latourette – zenész[52]
- Larry G. Dahl – a Medal of Honor (Becsületérem) birtokosa[53]
- Lindsey Yamasaki – profi női kosárlabdajátékos[54]
- Louis Conrad Rosenberg – művész és építész[55]
- Matt Lindland – olimpikon bírkózó[56]
- Melville Eastham – üzletember, mérnök és rádiós[57]
- Meredith Brooks – énekes–dalszerző[58]
- M. K. Hobson – sci-fi író[59]
- Peter G. Stewart – telepes, politikus és órás[60]
- Peter Skene Ogden – felfedező és szőrmekereskedő[61]
- Philip Foster – telepes és üzletember[62]
- Ron Saltmarsh – zeneszerző[63]
- Samuel Parker – telepes és politikus[64]
- Susan Ruttan – színésznő[65]
- Tabitha Brown – telepes, a Pacific Egyetem társalapítója[66]
- Trevor Wilson – korábbi MLB-dobójátékos a San Francisco Giants és az Anaheim Angels csapatokban[67]
- William G. T’Vault – telepes, postavezető és kiadó[68]

## Testvérváros
- Tateshina, Japán[69]

## Fordítás
Ez a szócikk részben vagy egészben  az   Oregon City, Oregon című angol Wikipédia-szócikk ezen változatának fordításán alapul.  Az eredeti cikk szerkesztőit annak laptörténete sorolja fel. Ez a jelzés csupán a megfogalmazás eredetét és a szerzői jogokat jelzi, nem szolgál a cikkben szereplő információk forrásmegjelöléseként.